# Aurotipula occlusa
Aurotipula occlusa är en tvåvingeart som först beskrevs av Edwards 1924.  Aurotipula occlusa ingår i släktet Aurotipula och familjen storharkrankar. Inga underarter finns listade i Catalogue of Life.